# Clavisodalis dilatatus
Clavisodalis dilatatus is een eenoogkreeftjessoort uit de familie van de Taeniacanthidae. De wetenschappelijke naam van de soort is voor het eerst geldig gepubliceerd in 1982 door Dojiri & Humes.